# Alona begoniae
Alona begoniae — вид гіллястовусих ракоподібних родини Chydoridae.

## Етимологія
Вид названо на честь Бегонії Лопес-Бланко, сестри одного з авторів таксону.

## Поширення
Ендемік Охридського озера. Описаний лише у типовому місцезнаходженні — затока св. Наума, Північна Македонія.

## Опис
Тіло завдовжки 0,3-0,4 мм.

## Спосіб життя
Виявлений на глибині 2-12 м у водах з піщаним та кам'янистим дном.